# Gouvernement Holness III
Monarchie jamaïcaine
Holness II 
Le gouvernement Holness III est le gouvernement de la Jamaïque depuis le 7 septembre 2020, sous la 14e législature de la Chambre des représentants.
Il est dirigé par Andrew Holness, après la victoire du Parti travailliste de Jamaïque à une écrasante majorité lors des élections législatives. Le premier remaniement a lieu en janvier 2022.

## Contexte
Des élections législatives se déroulent de manière anticipée le 3 septembre 2020 en Jamaïque, notamment par la décision du Premier ministre Andrew Holness d'assurer une réponse unie face à la pandémie de Covid-19. Sur la suggestion du Premier ministre Andrew Holness, le gouverneur général Patrick Allen dissout le Parlement le 13 août 2020.
Les deux partis qui se présentent sur les 63 circonscriptions, c'est-à-dire le Parti travailliste de Jamaïque (centre-droit) et le Parti national du peuple (centre-gauche), conviennent de l'organisation de trois débats durant la campagne électorale.
Le Parti travailliste de Jamaïque concentre sa campagne sur le thème de l'indépendance, proposant notamment d'abolir la monarchie et de remplacer la reine Élisabeth II par un président à la tête de l'État.
À l'issue des  élections, le Parti travailliste de Jamaïque enregistre une forte hausse tant en termes de suffrages que de sièges, malgré une baisse de la participation, réduite à 37 % due au contexte de la pandémie de Covid-19 et de l'épidémie de dengue qui touchent alors le pays.

## Historique

### Formation
Quelques jours après sa victoire du 3 septembre, Andrew Holness prête à nouveau serment en tant que Premier ministre le 7 septembre suivant et commence son troisième gouvernement, devant un parterre restreint de 32 invités du fait des impératifs sanitaires. Ce jour-là, seuls quatre ministres sont investis, notamment le vice-Premier ministre, le ministre des Affaires étrangères, de la Santé et des Finances.
Le 14 septembre, les autres ministres, ministres sans portefeuille et ministres d'État sont officiellement investi par le Premier ministre, complétant son gouvernement.

### Évolution
Le 10 janvier 2022, le Premier ministre Andrew Holness procède à un remaniement de son gouvernement, les changements effectués sont minimes, avec notamment des ministres ayant changé d'attributions, c'est-à-dire des ministres d'État ou ministres sans portefeuille qui ont désormais leurs ministères auprès du Premier ministre (et également ministre de la Croissance économique et de la Création d'emplois).
En mars 2022, Robert Montague (en) démissionne du gouvernement. Robert Montague est notamment accusé, pendant qu'il était ministre de la Sécurité nationale, d'avoir sciemment accordé des licences d'armes à feu à des personnes ayant des antécédents criminels.

## Composition

### Initiale (7 septembre 2020)
| Poste | Titulaire | Titulaire                    | Parti |
| --- | --------- | ---------------------------- | ----- |
| Premier ministre Ministre de la Défense, de la Croissance économique et de la Création d'emplois                                    |           | Andrew Holness               | JLP   |
| Vice-Premier ministre Ministre de la Sécurité nationale                                                                             |           | Horace Chang (en)            | JLP   |
| Ministre des Affaires étrangères et du Commerce extérieur                                                                           |           | Kamina Johnson Smith         | JLP   |
| Ministre des Finances et de la Fonction publique                                                                                    |           | Nigel A. L. Clarke (en)      | JLP   |
| Ministre de la Santé et du Bien-être                                                                                                |           | Christopher Tufton (en)      | JLP   |
| Ministre de l'Industrie, de l'Investissement et du Commerce                                                                         |           | Audley Shaw (en)             | JLP   |
| Ministre de la Justice |           | Delroy Chuck (en)            | JLP   |
| Ministre de l'Éducation, de la Jeunesse et de l'Information                                                                         |           | Fayval Williams (en)         | JLP   |
| Ministre des Sciences, de l'Énergie et de la Technologie                                                                            |           | Daryl Vaz (en)               | JLP   |
| Ministre de l'Agriculture et de la Pêche                                                                                            |           | Floyd Green (en)             | JLP   |
| Ministre des Collectivités locales et du Développement rural                                                                        |           | Desmond McKenzie (en)        | JLP   |
| Ministre des Transports et des Mines                                                                                                |           | Robert Montague (en)         | JLP   |
| Ministre du Logement, du Renouvellement urbain, de l'Environnement et du Changement climatique                                      |           | Pearnel Charles Jr. (en)     | JLP   |
| Ministre de la Culture, du Genre, du Spectacle et des Sports                                                                        |           | Olivia Grange (en)           | JLP   |
| Ministre du Tourisme |           | Edmund Bartlett (en)         | JLP   |
| Ministre du Travail et de la Sécurité sociale                                                                                       |           | Karl Samuda (en)             | JLP   |
| Ministre des Affaires juridiques et constitutionnelles                                                                              |           | Marlene Malahoo Forte (en)   | JLP   |
| Ministre auprès du Premier ministre et ministre de la Croissance économique et de la Création d'emplois, chargé de l'Eau            |           | Aubyn Hill (en)              | JLP   |
| Ministre auprès du Premier ministre et ministre de la Croissance économique et de la Création d'emplois, chargé des Travaux publics |           | Everald Warmington (en)      | JLP   |
| Ministre sans portefeuille auprès du ministre de la Sécurité nationale                                                              |           | Matthew Samuda (en)          | JLP   |
| Participant aux réunions du cabinet                                                                                                 |           |                              |       |
| Ministre d'État auprès du ministre de l'Éducation, de la Jeunesse et de l'Information                                               |           | Robert Nesta Morgan (en)     | JLP   |
| Ministre d'État auprès du ministre de l'Industrie, de l'Investissement et du Commerce                                               |           | Norman Alexander Dunn (en)   | JLP   |
| Ministre d'État auprès du ministre du Travail et de la Sécurité sociale                                                             |           | Zavia Mayne (en)             | JLP   |
| Ministre d'État auprès du ministre de la Culture, du Genre, du Spectacle et des Sports                                              |           | Alando Terrelonge (en)       | JLP   |
| Ministre d'État auprès du ministre des Transports et des Mines                                                                      |           | William J.C. Hutchinson (en) | JLP   |
| Ministre d'État auprès du ministre des Collectivités locales et du Développement rural                                              |           | Homer Davis (en)             | JLP   |
| Ministre d'État auprès du ministre de la Santé et du Bien-être                                                                      |           | Juliet Cuthbert              | JLP   |
| Ministre d'État auprès du ministre des Finances et de la Fonction publique                                                          |           | Marsha Smith (en)            | JLP   |
| Ministre d'État auprès du ministre des Affaires étrangères et du Commerce extérieur                                                 |           | Leslie Campbell (en)         | JLP   |

### Remaniement du 10 janvier 2022
- Par rapport à la composition précédente, les nouveaux membres sont indiqués en gras, ceux ayant changé d'attributions le sont en italique.

| Poste | Titulaire | Titulaire                                    | Parti |
| --- | --------- | -------------------------------------------- | ----- |
| Premier ministre Ministre de la Défense, de la Croissance économique et de la Création d'emplois                                    |           | Andrew Holness                               | JLP   |
| Vice-Premier ministre Ministre de la Sécurité nationale                                                                             |           | Horace Chang (en)                            | JLP   |
| Ministre des Affaires étrangères et du Commerce extérieur                                                                           |           | Kamina Johnson Smith                         | JLP   |
| Ministre des Finances et de la Fonction publique                                                                                    |           | Nigel A. L. Clarke (en)                      | JLP   |
| Ministre de la Santé et du Bien-être                                                                                                |           | Christopher Tufton (en)                      | JLP   |
| Ministre de l'Industrie, de l'Investissement et du Commerce                                                                         |           | Aubyn Hill (en)                              | JLP   |
| Ministre de la Justice |           | Delroy Chuck (en)                            | JLP   |
| Ministre de l'Éducation, de la Jeunesse et de l'Information                                                                         |           | Fayval Williams (en)                         | JLP   |
| Ministre des Sciences, de l'Énergie et de la Technologie                                                                            |           | Daryl Vaz (en)                               | JLP   |
| Ministre de l'Agriculture et de la Pêche                                                                                            |           | Pearnel Charles Jr. (en)                     | JLP   |
| Ministre des Collectivités locales et du Développement rural                                                                        |           | Desmond McKenzie (en)                        | JLP   |
| Ministre des Transports et des Mines                                                                                                |           | Audley Shaw (en)                             | JLP   |
| Ministre de la Culture, du Genre, du Spectacle et des Sports                                                                        |           | Olivia Grange (en)                           | JLP   |
| Ministre du Tourisme |           | Edmund Bartlett (en)                         | JLP   |
| Ministre du Travail et de la Sécurité sociale                                                                                       |           | Karl Samuda (en)                             | JLP   |
| Ministre des Affaires juridiques et constitutionnelles                                                                              |           | Marlene Malahoo Forte (en)                   | JLP   |
| Ministre sans portefeuille auprès du Premier ministre                                                                               |           | Floyd Green (en)                             | JLP   |
| Ministre sans portefeuille auprès du ministre de la Sécurité nationale                                                              |           | Zavia Mayne (en)                             | JLP   |
| Ministre auprès du Premier ministre, chargé de l'Information                                                                        |           | Robert Nesta Morgan (en)                     | JLP   |
| Ministre sans portefeuille auprès du Premier ministre et ministre de la Croissance économique et de la Création d'emplois           |           | Matthew Samuda (en)                          | JLP   |
| Ministre auprès du Premier ministre et ministre de la Croissance économique et de la Création d'emplois, chargé des Travaux publics |           | Everald Warmington (en)                      | JLP   |
| Ministre sans portefeuille auprès du Premier ministre et ministre de la Croissance économique et de la Création d'emplois           |           | Robert Montague (en) (jusqu'au 12 mars 2022) | JLP   |
| Participant aux réunions du cabinet                                                                                                 |           |                                              |       |
| Ministre d'État auprès du Premier ministre                                                                                          |           | Homer Davis (en)                             | JLP   |
| Ministre d'État auprès du ministre de l'Industrie, de l'Investissement et du Commerce                                               |           | Norman Alexander Dunn (en)                   | JLP   |
| Ministre d'État auprès du ministre de la Culture, du Genre, du Spectacle et des Sports                                              |           | Alando Terrelonge (en)                       | JLP   |
| Ministre d'État auprès du ministre des Transports et des Mines                                                                      |           | William J.C. Hutchinson (en)                 | JLP   |
| Ministre d'État auprès du ministre de la Santé et du Bien-être                                                                      |           | Juliet Cuthbert                              | JLP   |
| Ministre d'État auprès du ministre des Finances et de la Fonction publique                                                          |           | Marsha Smith (en)                            | JLP   |
| Ministre d'État auprès du ministre des Affaires étrangères et du Commerce extérieur                                                 |           | Leslie Campbell (en)                         | JLP   |